# Dritte Ausbürgerungsliste des Deutschen Reichs
Mit der dritten Ausbürgerungsliste des Deutschen Reichs vom 3. November 1934 entzog die nationalsozialistisch geführte Regierung 28 Personen die deutsche Staatsangehörigkeit und machte sie somit staatenlos. Grundlage der Ausbürgerungen war § 2 des Gesetzes über den Widerruf von Einbürgerungen und die Aberkennung der deutschen Staatsangehörigkeit vom 14. Juli 1933.
Die Liste war die dritte von insgesamt 359 Listen und wurde am 3. November 1934 im Deutschen Reichsanzeiger Nr. 258 veröffentlicht. Die erste derartige Liste wurde am 25. August 1933 und die letzte Liste am 7. April 1945 veröffentlicht. Insgesamt wurden bis zum Ende des NS-Staates 39.006 Personen ausgebürgert.

## Namensliste
1. Hans Beimler (1895–1936), Politiker (KPD)
2. Max Julius Friedrich Brauer (1887–1973), Politiker
3. Willi Bredel (1901–1964), Schriftsteller
4. Alfred Dang (1893–1956), Journalist und Pädagoge
5. Leonhard Frank (1882–1961), Schriftsteller
6. John Heartfield (1891–1968), Maler, Grafiker, Fotomontagekünstler und Bühnenbildner
7. Wieland Herzfelde (1896–1988), Publizist, Autor und Verleger
8. Max Karl zu Hohenlohe-Langenburg (1901–1943), Künstler, Literat und politisch engagierter Journalist und Aktivist gegen das NS-Regime
9. Alfred Kantorowicz (1899–1979), Jurist, Schriftsteller, Publizist und Literaturwissenschaftler
10. Friedrich Kniestedt (1873–1947)
11. Hubertus Prinz zu Löwenstein-Wertheim-Freudenberg (1906–1984), Journalist, Schriftsteller und Politiker
12. Klaus Mann (1906–1949), Schriftsteller
13. Hubert Marzen (* 4. Mai 1880 in Trier)
14. Carola Neher (1900–1942), Schauspielerin
15. Balder Olden (1882–1949), Schriftsteller und Journalist
16. Max Pfeiffer (* 25. April 1896 in Düsseldorf)
17. Erwin Piscator (1893–1966), Theaterintendant, Regisseur und Theaterpädagoge
18. Martin Plettl (* 29. September 1881 in Garham bei Vilshofen)
19. Waldemar Pötzsch (auch Waldemar Pötsch; 1892–1944),[2] Funktionär des Deutschen Seemannsverbandes
20. Gustav Regler (1898–1963),  Schriftsteller und Journalist
21. Julius Schaxel (1887–1943), Zoologe und Entwicklungsbiologe
22. Walter Schönstedt (1909–1961), Schriftsteller
23. Gerhart Seger (1896–1967), sozialdemokratischer Politiker, Publizist und Pazifist
24. Jakob Simon (* 18. Dezember 1885 in Seelow, Kreis Lebus)
25. Otto Strasser (auch Straßer; 1897–1974), nationalsozialistischer Politiker und Gründer der nationalbolschewistischen Kleinpartei Schwarze Front
26. Bodo Uhse (1904–1963), Schriftsteller, Journalist und politischer Aktivist (NSDAP, KPD, SED)
27. Gustav von Wangenheim (1895–1975), Schauspieler, Regisseur und Dramaturg sowie Gründungsmitglied des Nationalkomitees Freies Deutschland (NKFD)
28. Erich Weinert (1890–1953), Schriftsteller und ab 1943 Präsident des Nationalkomitees Freies Deutschland